# Opisthoscelis prosopidis
Opisthoscelis prosopidis är en insektsart som beskrevs av Jean-Jacques Kieffer och Jörgensen 1910. Opisthoscelis prosopidis ingår i släktet Opisthoscelis och familjen filtsköldlöss. Inga underarter finns listade i Catalogue of Life.